# 平根村
平根村（ひらねむら）は長野県北佐久郡にあった村。現在の佐久市の北部中央、上信越自動車道・佐久平パーキングエリアの周辺にあたる。

## 地理
- 山：平尾富士
- 河川：湯川

## 歴史
- 1889年（明治22年）4月1日 - 町村制の施行により、北佐久郡上平尾村・下平尾村・横根村の区域をもって発足。
- 1954年（昭和29年）12月10日 - 北佐久郡岩村田町・高瀬村・中佐都村と合併して浅間町が発足。同日平根村廃止。

## 交通

### 道路
現在は旧村域に上信越自動車道の佐久平パーキングエリアが所在するが、当時は未開通。